# Kanton Lumbres
Kanton Lumbres is een kanton van het Franse departement Pas-de-Calais. Het kanton maakt deel uit van de arrondissementen Sint-Omaars en Montreuil.
In maart 2015 werd het kanton van 33 naar 60 gemeenten uitgebreid, hierbij ging het kanton Hucqueliers op in dit kanton en werd een vijftal gemeenten uit het opgeheven kanton Ardres overgeheveld. Delettes werd hierbij overgeheveld naar het kanton Fruges en Hallines verplaatste naar het kanton Longuenesse.

## Gemeenten
Het kanton Lumbres omvat de volgende gemeenten:
- Acquin-Westbécourt
- Affringues
- Aix-en-Ergny
- Alette
- Alquines
- Audrehem
- Avesnes
- Bayenghem-lès-Seninghem
- Bécourt
- Beussent
- Bezinghem
- Bimont
- Bléquin
- Boisdinghem
- Bonningues-lès-Ardres
- Bourthes
- Bouvelinghem
- Campagne-lès-Boulonnais
- Clenleu
- Clerques
- Cléty
- Coulomby
- Dohem
- Elnes
- Enquin-sur-Baillons
- Ergny
- Escœuilles
- Esquerdes
- Haut-Loquin
- Herly
- Hucqueliers
- Humbert
- Journy
- Ledinghem
- Leulinghem
- Lumbres (hoofdplaats)
- Maninghem
- Nielles-lès-Bléquin
- Ouve-Wirquin
- Parenty
- Pihem
- Preures
- Quelmes
- Quercamps
- Quilen
- Rebergues
- Remilly-Wirquin
- Rumilly
- Saint-Michel-sous-Bois
- Seninghem
- Setques
- Surques
- Vaudringhem
- Verchocq
- Wavrans-sur-l'Aa
- Wismes
- Wisques
- Zoteux
- Zudausques

Voor de herindeling waren dit:
- Acquin-Westbécourt
- Affringues
- Alquines
- Bayenghem-lès-Seninghem
- Bléquin
- Boisdinghem
- Bouvelinghem
- Cléty
- Coulomby
- Delettes
- Dohem
- Elnes
- Escœuilles
- Esquerdes
- Hallines
- Haut-Loquin
- Ledinghem
- Leulinghem
- Lumbres
- Nielles-lès-Bléquin
- Ouve-Wirquin
- Pihem
- Quelmes
- Quercamps
- Remilly-Wirquin
- Seninghem
- Setques
- Surques
- Vaudringhem
- Wavrans-sur-l'Aa
- Wismes
- Wisques
- Zudausques